# 江樹生
江樹生（1937年—），臺南市玉井區人，臺灣歷史學家，以研究台灣荷蘭統治時期聞名。

## 經歷
1959年畢業於東海大學歷史系，後曾在嘉義女中擔任教師，對於當時台灣史研究的相對缺乏，遂開始就台灣漢人移民進行研究，並對荷蘭統治時代的台灣產生興趣。1971年時赴日本天理大學，和日本研究荷蘭時代的權威學者中村孝志進行研究討論，確立對荷蘭時代的研究方向跟目標，1975年赴荷蘭海牙國立檔案館，開始館內的荷蘭東印度公司檔案中有關台灣部分進行資料蒐集整理工作，1977年獲萊頓大學漢學院院長許理和支持和鼓勵，江樹生通過資格申請，免去課程和考試，直接進行論文寫作攻讀博士學位，許理和並主動擔任其指導教授，1978年江樹生舉家遷移荷蘭定居。
1979年江樹生一方面在萊頓大學教授中文，一方面進行《熱蘭遮城日誌》的編輯研究工作，與台灣歷史學家曹永和及荷蘭漢學家包樂史（Blussé）等人共同合作，獲得萊頓大學、海牙檔案館及荷蘭國家出版局支持，研究成果“De Dagregisters van het Kasteel Zeelandia, Taiwan 1629-1662”四冊列入荷蘭權威刊物《國家史料叢刊》之中。
之後江樹生又陸續參與整理編輯《總督的一般報告》、《台灣關係檔案目錄》，對於了解十七世紀時期荷蘭人在東亞地區的活動及台灣荷蘭統治時代有重大幫助。

## 著作
- 台灣史檔案.文書目錄. 十. , 荷蘭東印度公司有關臺灣檔案目錄 / 曹永和,包樂史,江樹生主編 	臺北市 : 臺大, 民86[1997]
- 1662鄭成功與荷蘭人的締和條約 : 荷人十八條及鄭氏十六條 / 江樹生譯 臺北市 : 漢聲, 民81[1992]
- 梅氏日記 : 荷蘭土地測量師看鄭成功 / 廖雪芳主編; 江樹生譯註 台北市 : 漢聲雜誌社, [民80[1991]?]
- 清領以前台灣之漢族移民 / 江樹生著 	[台北市] : [中華學術史學協會], [1970?]
- 清領以前台灣之中國移民 / 江樹生撰 , 民55[1966]
- 鄭成功和荷蘭人在台灣的最後一戰及換文締和 / 江樹生撰 台北市 : 漢聲雜誌社，民81 [1992]